# Trachypithecus
Trachypithecus är ett släkte i underfamiljen langurer som i sin tur tillhör familjen markattartade apor. I släktet finns cirka 15 arter.

## Utbredning och habitat
Arterna förekommer i Sydostasien från norra Indien och Nepal över södra Kina till Borneo och Lombok. De lever vanligen i regnskogen eller i skogar i bergstrakter.

## Kännetecken
Dessa primater är jämförelsevis smala med lång svans. De når en kroppslängd (huvud och bål) av 40 till 76 centimeter, en svanslängd av 57 till 110 centimeter och en vikt mellan 4 och 14 kilogram. Hannar är vanligen större och har ofta större hörntänder än honor.
Pälsens grundfärg varierar mellan svart, grå, brun och orange. Hos flera arter finns mönster på kroppen eller buken är ljusare. Huvudets hår är ofta uppåtriktade och liknar en huva. De främre extremiteterna är i jämförelse med de bakre kortare och tummen är förminskad.  De skiljer sig från bladapor genom ett tjockare parti över ögonen samt skillnader i skallens byggnad.

## Levnadssätt
De vistas huvudsakligen i träd där de går på fyra extremiteter. De har även bra förmåga att hoppa. Arterna är dagaktiva, främst på morgonen och eftermiddagen.
De lever i grupper av 5 till 30 individer. Flocken bildas av en dominant hanne samt flera honor och deras ungar. Unga hannar måste lämna gruppen när de blir könsmogna. Ofta lever de en tid i grupper med bara hannar. När en ny hanne övertar en flock dödar den ofta alla ungar i gruppen. Varje grupp har ett revir som försvaras med skrikande läten eller i enstaka fall med våld. Kommunikationen sker med olika läten och även pälsvården spelar en betydande roll för gruppens sociala sammanhållning.

### Föda
Dessa primater är växtätare med blad som huvudföda. De äter även frukter och blommor. För att sönderdela cellulosan har magsäcken flera avsnitt.

### Fortplantning
Efter dräktigheten som varar i 6 till 7 månader föds vanligen en enda unge – tvillingar förekommer sällan. Ungen har vid födelsen en gulaktig päls. Ansvar för uppfostringen har modern och andra honor i flocken. Om modern dör adopteras ungen av en annan hona. När ungen är två år gammal slutar honan att ge di och efter 3 till 5 år blir de könsmogna. Den genomsnittliga livslängden uppskattas till 20 år.

## Status och hot
Arterna hotas främst av avverkning av regnskogen. I motsats till hulmaner är de skygga och vistas längre bort från människan. Flera arter listas av IUCN som starkt hotade eller sårbara.

## Systematik

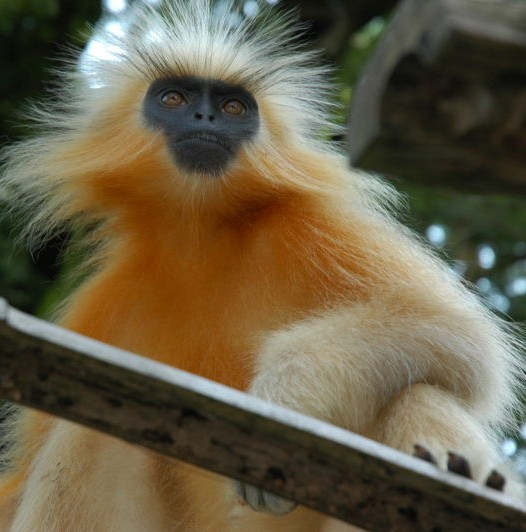
T. geei.

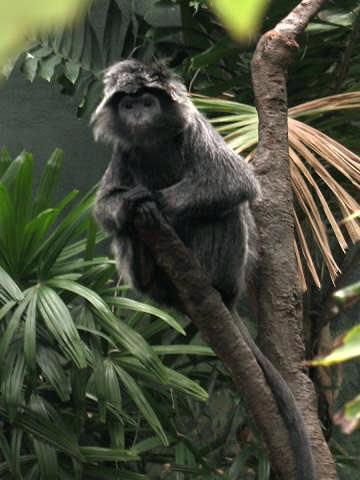
T. auratus.

Släktets systematik är omstridd. Flera forskare räknar vissa underarter som självständiga arter och för en del arter är omstridd om de ska listas i ett eget släkte. Följande indelning med 17 arter i 5 grupper är enligt Wilson & Reeder (2005), svenska namn enligt S. Ulfstrand (1996):
- cristatus-gruppen
  - Trachypithecus auratus (Svart bladapa), har en mörkbrun eller orangegul päls, lever på Java och mindre öar i samma region.
  - T. cristatus (Budeng), med silvergrå päls, finns på södra Malackahalvön, Sumatra och Borneo.
  - T. germaini, förekommer från Myanmar till Vietnam.
  - T. barbei (Barbes bladapa), finns i södra Burma och angränsande delar av Thailand.
- obscurus-gruppen
  - T. obscurus (Rökgrå bladapa), har en svart päls med vita strimmor, vita ställen kring ögonen liknar glasögon, lever i Burma, Thailand och västra Malaysia.
  - T. phayrei, liknar den förut nämnda arten men har en grå päls, finns i nordöstra Indien och Bangladesh.
- pileatus-gruppen
  - T. pileatus (Mösslangur), är ganska stor med svart rygg och rödorange buk, förekommer i nordöstra Indien, Bangladesh och nordvästra Burma.
  - T. shortridgei, lever i nordvästra Burma och södra Kina.
  - T. geei (Gyllenbladapa), har en gyllene päls, lever i Assam och Bhutan.
- francoisi-gruppen
  - T. francoisi (Francois bladapa), finns i sydvästra Kina, Vietnam och Laos, är huvudsakligen svart med vitaktig skägg.
  - T. hatinhensis, bor i ett mindre område i Vietnam och Laos.
  - T. delacouri, förekommer i Vietnam och är akut hotad.
  - T. ebenus, beskrevs först under 1990-talet.
  - T. laotum, endemisk i Laos.
  - T. poliocephalus, finns med två små populationer i södra Kina och på ön Cat Ba.
- vetulus-gruppen
  - T. johnii (Nilgirilangur), förekommer i södra Indien.
  - T. vetulus, endemisk för Sri Lanka.

Internationella naturvårdsunionen listar bara 16 arter.